# Paul Bosvelt
Paul Bosvelt (* 26. března 1970, Doetinchem, Nizozemsko) je bývalý nizozemský fotbalista a reprezentant, který hrával na pozici defenzivního záložníka.

## Klubová kariéra
S výjimkou působení v anglickém klubu Manchester City (2003–2005) strávil celou fotbalovou kariéru v rodném Nizozemsku. Hrál postupně za kluby Go Ahead Eagles, FC Twente, Feyenoord a kariéru ukončil v roce 2007 v nizozemském klubu SC Heerenveen. Nejúspěšnější období zažil ve Feyenoordu, se kterým vyhrál nizozemskou ligu, Pohár UEFA a nizozemský Superpohár.

### Ligová bilance
| Sezóna                  | Klub                    | Liga                    | Zápasy | Góly |
| ----------------------- | ----------------------- | ----------------------- | ------ | ---- |
| 1989/90                 | Go Ahead Eagles         | Eerste Divisie          | 32     | 2    |
| 1990/91                 | Go Ahead Eagles         | Eerste Divisie          | 26     | 8    |
| 1991/92                 | Go Ahead Eagles         | Eerste Divisie          | 27     | 4    |
| 1992/93                 | Go Ahead Eagles         | Eredivisie              | 22     | 4    |
| 1993/94                 | Go Ahead Eagles         | Eredivisie              | 32     | 9    |
| 1994/95                 | FC Twente               | Eredivisie              | 33     | 7    |
| 1995/96                 | FC Twente               | Eredivisie              | 32     | 7    |
| 1996/97                 | FC Twente               | Eredivisie              | 31     | 7    |
| 1997/98                 | Feyenoord               | Eredivisie              | 30     | 4    |
| 1998/99                 | Feyenoord               | Eredivisie              | 33     | 4    |
| 1999/00                 | Feyenoord               | Eredivisie              | 32     | 8    |
| 2000/01                 | Feyenoord               | Eredivisie              | 20     | 8    |
| 2001/02                 | Feyenoord               | Eredivisie              | 31     | 7    |
| 2002/03                 | Feyenoord               | Eredivisie              | 31     | 2    |
| 2003/04                 | Manchester City         | Premiership             | 25     | 0    |
| 2004/05                 | Manchester City         | Premiership             | 28     | 2    |
| 2005/06                 | SC Heerenveen           | Eredivisie              | 30     | 4    |
| 2006/07                 | SC Heerenveen           | Eredivisie              | 28     | 1    |
| Celkem v Eerste Divisie | Celkem v Eerste Divisie | Celkem v Eerste Divisie | 85     | 14   |
| Celkem v Eredivisie     | Celkem v Eredivisie     | Celkem v Eredivisie     | 385    | 72   |
| Celkem v Premiership    | Celkem v Premiership    | Celkem v Premiership    | 53     | 2    |
| Celkem v kariéře        | Celkem v kariéře        | Celkem v kariéře        | 523    | 88   |

## Reprezentační kariéra
V letech 2000–2004 nastupoval za nizozemskou fotbalovou reprezentaci. Svůj reprezentační debut absolvoval 29. března 2000 v přátelském utkání proti sousední Belgii (remíza 2:2), Bosvelt odehrál celé střetnutí.
Zúčastnil se dvou vrcholových fotbalových turnajů - Mistrovství Evropy 2000 a 2004. Na obou se Nizozemsko propracovalo do semifinále, což znamenalo zisk bronzových medailí. Po ME 2004 se rozhodl ukončit reprezentační kariéru. Celkem Bosvelt odehrál v nizozemské reprezentaci 24 zápasů, gól nevstřelil.